# Soap Opera (álbum)
Soap Opera o The Kinks Present A Soap Opera es el decimotercer álbum conceptual de la banda de rock británica 1975 The Kinks, lanzado a través de RCA Records en 1975. Es el tercer álbum conceptual de la llamada "época teatral" de la banda.

## Lista de canciones
- Todas las canciones compuestas por Ray Davies

### Cara A
1. "Everybody's a Star (Starmaker)" – 2:57
2. "Ordinary People" – 3:49
3. "Rush Hour Blues" – 4:27
4. "Nine to Five" – 1:48
5. "When Work Is Over" – 2:06
6. "Have Another Drink" – 2:41

### Cara B
1. "Underneath the Neon Sign" – 3:53
2. "Holiday Romance" – 3:10
3. "You Make It All Worthwhile" – 3:49
4. "Ducks on the Wall" – 3:20
5. "A Face in the Crowd" – 2:17
6. "You Can't Stop the Music" – 3:12

### Pistas adicionales reedición de 1998
1. "Everybody's a Star (Starmaker)" (versión del sencillo) – 2:54
2. "Ordinary People" [directo] – 3:44
3. "You Make It All Worthwhile" [directo] – 4:17
4. "Underneath the Neon Sign" [directo] – 4:05

## Personal
- Ray Davies - voz, guitarra
- Dave Davies - guitarra, voz
- John Dalton - bajo
- John Gosling - teclados
- Mick Avory - batería